# ICON (Wettervorhersagemodell)
Das ICON Modell (kurz für icosahedral non‐hydrostatic, englisch für „ikosaedrisch nicht-hydrostatisch“) ist ein Computerprogramm, das der Deutsche Wetterdienst (DWD) verwendet, um globale Wettervorhersagen zu erstellen. Das Wettermodell wurde gemeinsam vom DWD und dem Max-Planck-Institut für Meteorologie entwickelt.

## Name und Grundprinzipien

Zur Erstellung des ICON-Rechengitters wird ein Ikosaeder in die Erdkugel gelegt, dessen Seitenflächen solange unterteilt werden, bis die gewünschte Maschenweite von 13 km erreicht ist.

Der Name ICON bezieht sich auf zwei Grundeigenschaften des Programms: Es betrachtet die Atmosphäre als nicht-hydrostatisches Fluid und verwendet dazu ein Rechengitter, dem ein in die Erdkugel gedachter Ikosaeder zugrunde liegt. Indem die zwanzig Flächen des Ikosaeders immer wieder unterteilt werden, ergibt sich so ein feinmaschiges Gitter aus Dreiecken, das den gesamten Globus umspannt. Konkret verwendet der Deutsche Wetterdienst für seine globale Wettervorhersage zurzeit fast 3 Millionen solcher dreieckigen Gitterzellen, was einer Maschenweite von rund 13 km entspricht. In jedem dieser Dreiecke löst ICON die nicht-hydrostatischen Gleichungen auf 90 verschiedenen Höhenlagen. Damit ergeben sich insgesamt ungefähr 265 Millionen Gitterpunkte. Der Vorteil des ikosaedrischen Gitters liegt darin, dass alle Gitterzellen etwa gleich groß sind, was bei einem konventionellen Gitter (beispielsweise basierend auf dem geographischen Koordinatensystem) nicht der Fall ist (da die Länge der Breitenkreise zu den Polen hin abnimmt).
Für die Berechnung einer 7-Tages-Vorhersage benötigt das Programm auf dem Großrechner des DWD ungefähr eine Stunde und produziert dabei etwa 900 Gigabyte Daten. Es handelt sich dabei für jeden Gitterpunkt weltweit um Luftdichte und (potentielle) Temperatur (daraus abgeleitet der Luftdruck), Windgeschwindigkeit und -richtung, Wasserdampf, Wolkenwasser, Wolkeneis, Regen und Schnee sowie über Land Temperatur und Bodenwasser- und Eisgehalt für sieben Erdbodenschichten. Diese Eigenschaften sind als Mittelwerte für die gesamte jeweilige Gitterzelle anzusehen.

## Bedeutung
Nach eigenen Angaben ist der Deutsche Wetterdienst nur einer von vierzehn Wetterdiensten weltweit, die ein solches globales Wettermodell betreiben. Andere Wetterdienste verwenden sogenannte Ausschnittsmodelle, die lediglich eine bestimmte Region modellieren. Solche Modelle sind aber stets auch auf die Daten eines globalen Modells angewiesen. Auch der DWD verwendet die Daten aus ICON als „Antrieb“ (Randbedingungen) für sein Meereswellen-Modell, das Wettermodell RLM der Bundeswehr und den selbst auf ICON basierenden Europa-Ausschnitt ICON-EU. Das letztere liefert wiederum die Randbedingungen für das Modell ICON-D2, das mit einer höheren Auflösung von 2,1 km Deutschland, Österreich und die Schweiz abdeckt.

## Geschichte
ICON stellt ein Gemeinschaftsprojekt von Deutschem Wetterdienst und dem Max-Planck-Institut für Meteorologie (MPI-Met) in Hamburg dar. Während der DWD das Modell als operatives Wettermodell verwendet, setzt das MPI es als Klimamodell ein. Der Vorgänger von ICON ist GME (Globalmodell Europa), das ab 1999 im operativen Betrieb war und im Januar 2015 durch ICON ersetzt wurde. Wenige Monate später im Juni 2015 ersetzte der Europa-Ausschnitt ICON-EU das bis dahin verwendete COSMO-EU.
Das ICON-Modell steht seit Januar 2024 unter einer BSD-Lizenz und ist damit Open-Source.